# Кичкене-Эли
Кичкене́-Эли́, Кичкин-Эль (укр. Кічкене-Елі, крымскотат. Kiçkene Eli, Кичкене Эли)  — исчезнувшее село в Сакском районе Республики Крым (согласно административно-территориальному делению Украины — Автономной Республики Крым), располагавшееся на западе района, в степной зоне Крыма, примерно у северной окраины современного села Молочное.

## История
Первое документальное упоминание села встречается в Камеральном Описании Крыма… 1784 года, судя по которому, в последний период Крымского ханства Кучук-Конрат входил в Козловский кадылык Козловского каймаканства.
После присоединения Крыма к России 8 февраля 1784 года деревня была приписана к Евпаторийскому уезду Таврической области. После Павловских реформ, с 1796 по 1802 год, входила в Акмечетский уезд Новороссийской губернии. По новому административному делению, после создания 8 (20) октября 1802 года Таврической губернии, Кичкин-Эль был включён в состав Кудайгульской волости Евпаторийского уезда.
По Ведомости о волостях и селениях, в Евпаторийском уезде с показанием числа дворов и душ… от 19 апреля 1806 года в деревне Кичкин-Эль числилось 4 двора и 21 крымский татарин. На военно-топографической карте 1817 года деревня Кучук конрат обозначена с 5 дворами. После реформы волостного деления 1829 года Кичкинель, согласно «Ведомости о казённых волостях Таврической губернии 1829 г» остался в составе Кудайгульской волости. На карте 1836 года в деревне 1 двор, а на карте 1842 года Кичкине-Эли обозначен условным знаком «малая деревня», то есть менее 5 дворов.
В 1860-х годах, после земской реформы Александра II, деревню приписали к Чотайской волости. Согласно «Памятной книжке Таврической губернии за 1867 год», деревня Кечкене эль была покинута жителями в 1860—1864 годах, в результате эмиграции крымских татар, особенно массовой после Крымской войны 1853—1856 годов, в Турцию и заселена русскими мещанами. Но в документах конца XIX, начала XX века Кичкин-Эль не фигурирует. Лишь в Статистическом справочнике Таврической губернии 1915 года, в Донузлавской волости Евпаторийского уезда числилась чебарня Кичкинель. В дальнейшем в доступных источниках не встречается.